# GameFAQs
GameFAQs er en websted, som udgiver OSS og guider til computerspil. Den blev skabt i november 1995 af Jeff "CJayC" Veasey og ejes af CNET Networks.

## Ekstern henvisning
- Officiel hjemmeside (engelsk)

| Internet | Spire Denne internet-relaterede artikel er en spire som bør udbygges. Du er velkommen til at hjælpe Wikipedia ved at udvide den. |